# Brachianodon westorum
Brachianodon westorum és una espècie extinta de mamífers que visqueren durant l'Eocè a Nord-amèrica. Se'l coneix a partir de tres fòssils, tots trobats a Wyoming.